# Freddie Gambrell
Freddie Gambrell (eigentlich Federico Cervantes, * 21. März 1936 in Virginia; † 9. Juli 2004) war ein US-amerikanischer Jazzmusiker (Piano, auch Viola, Trompete sowie weitere Instrumente).

## Leben und Wirken
Gambrell erblindete im Jugendalter; mit elf Jahre lernte er Geige. Anfang der 1950er Jahre wurde Chico Hamilton Mentor des jungen Pianisten, der auch Gitarre, Bass und Blechblasinstrumente spielte. Gambrell nahm 1958 in Los Angeles zwei Alben für World Pacific Records auf; das erste im Trio mit Ben Tucker und Chico Hamilton, das zweite im Duett mit Ben Tucker. Die letzte Session für World Pacific war eine Jazz-Version der Operette Der Mikado. Ab 1965 trat er unter seinem Geburtsnamen Federico Cervantes auf, leitete ein Sextett und nahm als Pianist und Trompeter auf. 
Die sechs Alben, die er mit seinem Sextett einspielte, kombinieren Elemente von Latin Jazz mit Countrymusik; sein Trompetenspiel orientiert an Maynard Ferguson. Im Bereich des Jazz wirkte Gambrell zwischen 1958 und 1972 bei sechs Aufnahmesessions mit. Er starb 2004 im Alter von 68 Jahren. 

## Diskographische Hinweise
- Freddie Gambrell with Ben Tucker, Bass
- Mikado, mit Armando Peraza
- Chico Hamilton Introduces Freddie Gambrell
- Federico Cervantes: Smooth Conversation